# Dichagyris nigrescens
Dichagyris nigrescens is een vlinder uit de familie uilen (Noctuidae). De wetenschappelijke naam is voor het eerst geldig gepubliceerd in 1888 door Hofner.
De soort komt voor in Europa.